# Семь красавиц
«Семь краса́виц» (перс. هفت پیکر‎ — Хафт пайкар) — четвёртая по счёту поэма классика персидской поэзии Низами Гянджеви из его сборника «Хамсе», написанная в 1197 году на персидском языке. Поэма посвящена правителю Мараги Ала ад-Дин Корпе-Арслану ибн Аг-Сонгору. Название поэмы дословно можно перевести двояко — как «семь портретов», так и «семь красавиц». В самом названии поэмы видна её метафоричность. Низами намеренно дал поэме такое двусмысленное название, используя игру слов. Поэма известна также как «Семь куполов».
В основу сюжета поэмы положена легенда о сасанидском шахе Бахрам Гуре (420 — 439 годы). Почти половину всей поэмы составляют семь рассказов жён Бахрама — царевен, живущих в семи дворцах (в шатрах), каждый из которых, в соответствии с древней мифологией, посвящён какой-либо планете и дню недели и имеет соответствующий цвет.

## Время создания и посвящение
Датировка поэмы противоречива. Хотя Низами Гянджеви закончил «Искандер-наме», которую он считал венцом своего творчества, в 1202 году, предполагается, что именно поэма «Семь красавиц» была последней поэмой поэта. В главе о причине написания поэмы Низами рассказывает, как от шаха Кёрпе Арслана к нему приехал гонец и заказал поэму. Эта поэма должна была отличаться необычной тонкостью. Поэту в послании была обещана большая награда, если заказ будет им выполнен хорошо. Тем не менее, свобода выбора темы произведения оставалась именно за Низами Гянджеви.
В соответствии с этим текстом, несколько рукописей (группы «б», см. раздел «Переводы и издания») поэмы содержат посвящение правителю Мараги Ала ад-Дин Корпе-Арслану ибн Аг-Сонгору, давшему уже известному поэту Низами свободу выбора темы произведения.
Низами умер в 1208 году, а дата завершения поэмы указывается словами «три года после пятьсот девяносто я читал эту книгу как и знаменитые (поэты прошлого), в четырнадцатый день месяца поста, когда четыре часа дня были полным», что, очевидно, означает 14 Рамадана 593 года хиджры (начало августа 1197 года). Эти данные, возможно, правильные. Однако в иных рукописях (группы «а») имя правителя, которому посвящена поэма, изменено (или неверно переписано); указано, что поэма посвящена Кызыл Арслану. Сохранён также стих, дающий день, месяц и час завершения поэмы (либо «после 498», что слишком рано, либо «после 598/1202»).

## Краткое содержание

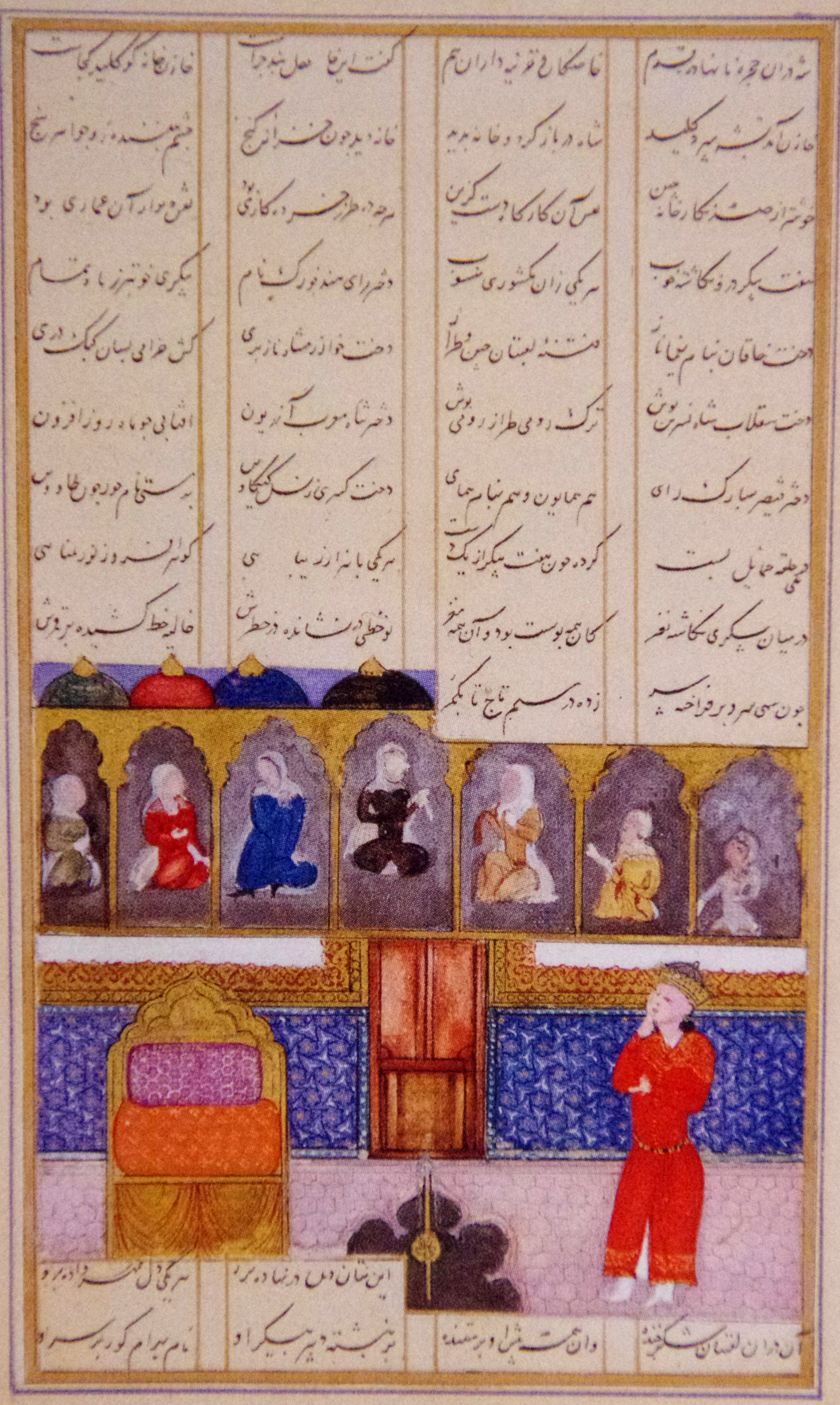
Бахрам смотрит на портреты семи красавиц. Миниатюра 1479 года. Музей азербайджанской литературы имени Низами Гянджеви, Баку

После долгожданного рождения Бахрама по совету мудрецов его отправляют на воспитание к арабскому царю Номану. По приказу Номана был построен прекрасный новый дворец — Карнак. Однажды в одной из комнат дворца Бахрам находит портреты семи принцесс из семи разных стран, в которых он влюбляется.
После смерти отца Бахрам возвращается в Персию и восходит на престол. Став царём, Бахрам предпринимает поиски семи принцесс и женится на них. Он приказывает архитектору построить семь величественных зданий — по одному для каждой из своих новых жён. Архитектор рассказывает Бахраму, что, согласно астрологии, каждой страной, или «климатом», то есть одним из семи «поясов», на которые разделена Земля, правит одна из семи планет, и даёт совет Бахраму украсить каждый из дворцов для его жён в оттенках цвета, с которым ассоциируется планета, правящая страной, откуда прибыла каждая из красавиц. Вначале Бахрам относился скептически к предложению архитектора, но потом даёт согласие на такое оформление дворцов для своих жён.

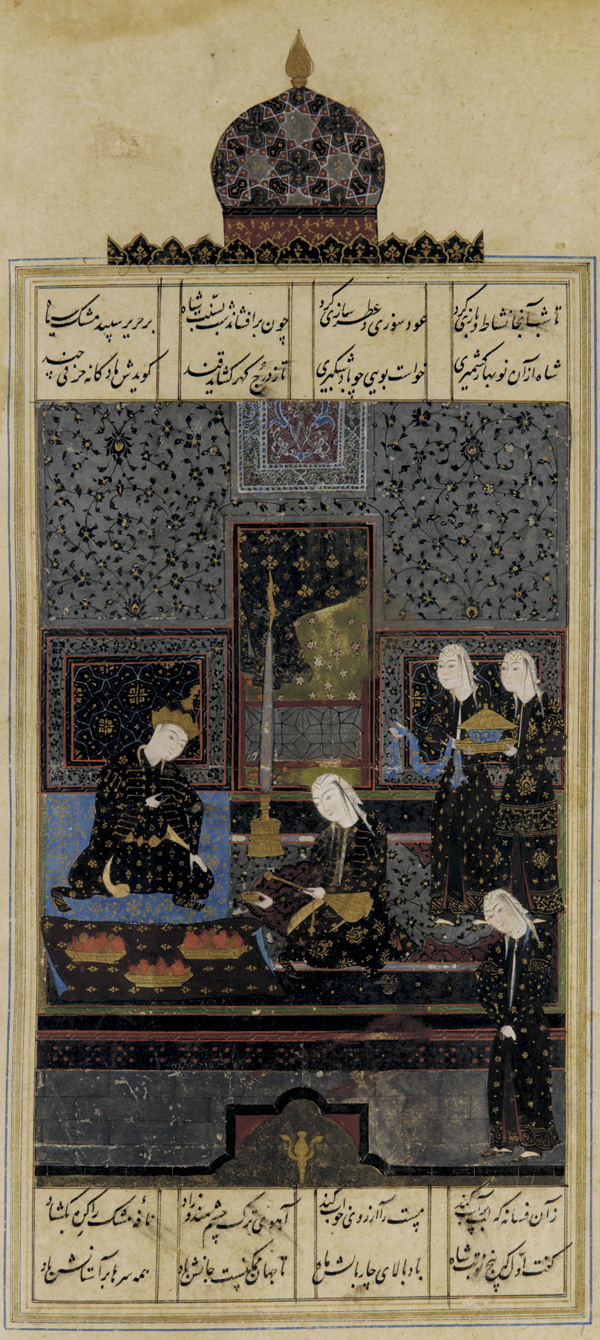
Бахрам Гур посещает индийскую красавицу в чёрном дворце. Миниатюра 1548 года. Ширазская школа. Художественная галерея Фрира, Вашингтон

После завершения строительства принцессы поселяются в своих дворцах. Бахрам посещает каждую принцессу в определённый день недели: 
| День        | Цвет            | Страна              | Планета  |
| ----------- | --------------- | ------------------- | -------- |
| Суббота     | Черный цвет     | Индия               | Сатурн   |
| Воскресенье | Желтый цвет     | Туркестан или Китай | Солнце   |
| Понедельник | Зеленый цвет    | Хорезм              | Луна     |
| Вторник     | Красный цвет    | Сакалиба            | Марс     |
| Среда       | Бирюзовый цвет  | Магриб              | Меркурий |
| Четверг     | Сандаловый цвет | Рум                 | Юпитер   |
| Пятница     | Белый цвет      | Иран                | Венера   |

Интересно, что Бахрам является к принцессам в одеянии цвета их дворца. Каждая из принцесс рассказывает царю свою историю, которая соответствует определённому настроению и её соответствующему цвету. Сюжет каждой новеллы — любовное переживание, причём, в соответствии с переходом от чёрного цвета к белому, грубая чувственность сменяется духовно просветлённой любовью. Некоторые видят в этом переходе мистический путь, который должна пройти человеческая душа от мрака к чистоте, к Божеству. Соответственно этому царь, проходя этот путь, обретал высокие душевные качества. 
Впоследствии, испытав горечь поражения, предательство и другие невзгоды, он из любителя приключений превращается в достойного и справедливого правителя. Таким образом, вторая тематическая линия поэмы — превращение Бахрама из легкомысленного царевича в справедливого и умного правителя, борющегося с произволом и насилием.
Проходят годы. Пока царь был занят своими жёнами, один из его визирей захватил власть в стране. Неожиданно Бахрам обнаруживает, что дела в его царстве в беспорядке, казна пуста, а соседние правители собираются на него напасть. Расследовав деяния министра, Бахрам приходит к выводу, что тот виновен в бедах, постигших царство. Он приговаривает злодея-министра к смертной казни и восстанавливает справедливость и порядок в своей стране. После этого Бахрам приказывает превратить семь дворцов своих жён в семь зороастрийских храмов для поклонения Богу, а сам Бахрам отправляется на охоту и исчезает в глубокой пещере. Пытаясь найти дикого осла (гур), Бахрам находит свою могилу (гур).

## Анализ произведения

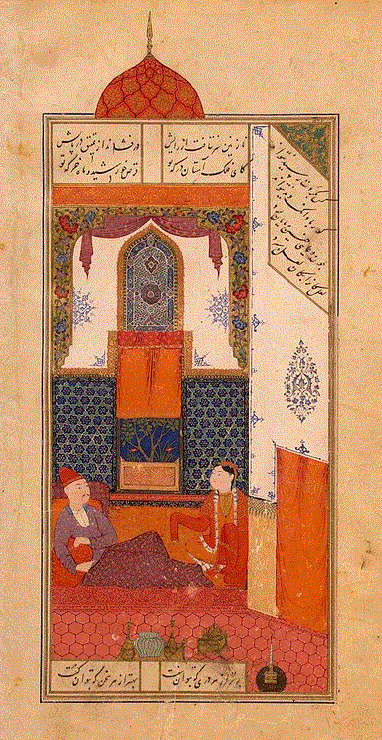
Бахрам в красном дворце (у славянской принцессы). Каллиграф Махмуд. 1431. Государственный Эрмитаж, Санкт-Петербург

Поэма «Семь красавиц» написана в изящном стихотворном размере хафиф и, по оценкам, содержит от 4637 до 5136 двустиший. В своём предисловии к критическому изданию немецкий востоковед Хельмут Риттер описал «Семь красавиц» как «лучший и самый красивый эпос в новоперсидской поэзии и в то же время… как одно из самых важных поэтических творений всей восточной индоевропейской литературы». При создании поэмы Низами Гянджеви умело использовал различные старинные источники, среди которых можно назвать «Шахнаме», а также Сиясатнаме Низам аль-Мулька (XI век), из которого он взял решающую историю пастуха и его неверного пса. Вполне возможно, что семь рассказов принцесс вытекают из более ранних работ, но найти связь любого из них с известными литературными источниками не удалось. Рассказы, написанные Низами, в любом случае оказали большое влияние на дальнейшее развитие персидской и мировой литературы. Так, например, история, рассказанная четвёртой (славянской) принцессой, является старейшим известным рассказом о жестокой принцессе, которая не имеет имени у Низами, но известна в переводе французского востоковеда Пети де ля Кроа в более позднем пересказе как Турандот.
О влиянии старинных восточных сюжетов, которыми воспользовался Низами Гянджеви, на западноевропейскую литературу пишет итальянский исследователь Итало Пицци. Так, во втором томе его книги Storia de la poesia persiana (Торино, 1894) Пицци проводит параллель между рассказом о гибели шаха Бахрама-Гура в трясине, куда он попал, когда верхом на коне погнался за диким ослом, и языческой готской легендой о смерти короля готов Теодориха Великого, которого, по легенде, чёрный конь бога Вотана унёс с королевского пира в Равенне в небесный чертог. Другая параллель — повесть Низами о дочери русского царя (вместе с тем и «туранского государя»), задающей трудные загадки, и итальянская драма Карла Гоцци «Турандот», обработанная Фридрихом Шиллером, — указано, что Гоцци заимствовал сюжет для Турандот не из «Семи красавиц», а из сборника «1001 день». Однако если говорить о непосредственной связи, то указывается о влиянии повествовательной рамки «Семи красавиц» на повесть «Амето» Джованни Боккаччо, где Амето — юный охотник, искусный стрелок, который влюбляется в семь красавиц, каждая из которых одета в особый цвет, и каждая рассказывает Амето повесть о любви. При этом Пицци отмечает, что этот старый восточный сюжет имеется и в арабском сборнике сицилийца ибн-Зафера (XII век).

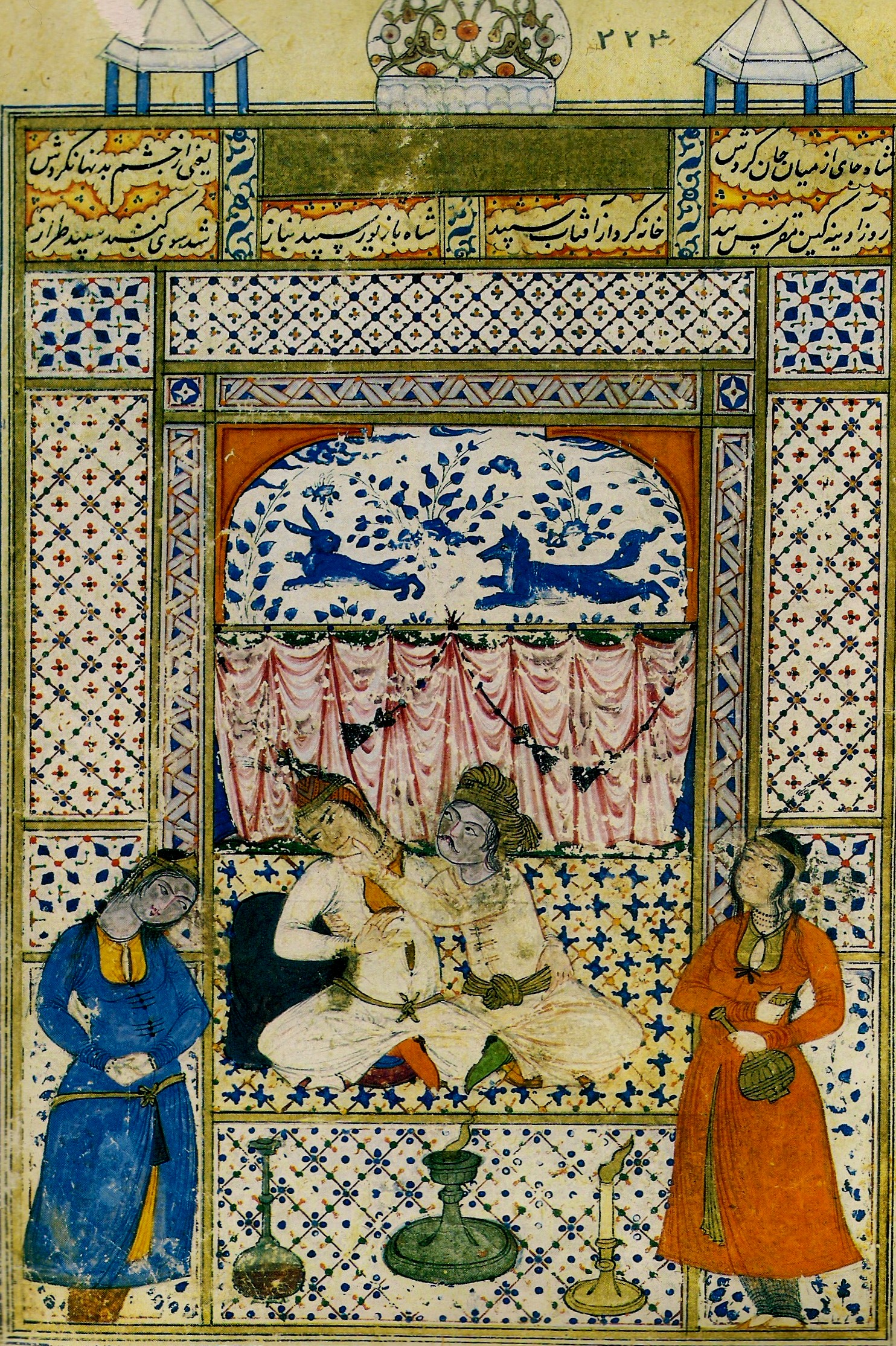
Бахрам в белом дворце. Рукопись 1636 года. Дуст Мухаммад ибн Дарвиш Мухаммад Дархаджи. Исфаханская школа. Институт рукописей, Баку

«Семь красавиц» считается шедевром эротической литературы, но эта работа также полна нравоучений. Согласно Энциклопедии ислама, Низами оставался верен умеренности и писал о необходимости ограничения эротики сдержанностью, а гедонистических удовольствий — ответственностью за управление государством. Несмотря на то, что поэт любил описывать сцены увеселения шаха, основной смысл поэмы в том, что физические страсти могут принести наибольшее наслаждение только тогда, когда они находятся в контексте добродетели, простоты и доброты.
Нужно отметить, что в исламской космологии Земля была помещена в центр семи планет: Луны, Меркурия, Венеры, Солнца, Марса, Юпитера и Сатурна. Эти планеты считались проводниками Бога, и их движение оказывало влияние на существ и события на Земле. Низами верил, что единство мира может восприниматься через связи с арифметикой, геометрией и музыкой. Числа же были ключами к взаимосвязи Вселенной; через числа множество становится единством, а разногласие — гармонией. Низами использовал число семь в качестве основного мотива, поскольку это число всегда обладало особым значением на Востоке, ибо в исламе семь считается первым, совершенным числом. Некоторые современные исследователи рассматривают поэму как трактат в стихах об астрологии, но исследователь Франсуа де Блуа считает, что это заблуждение.

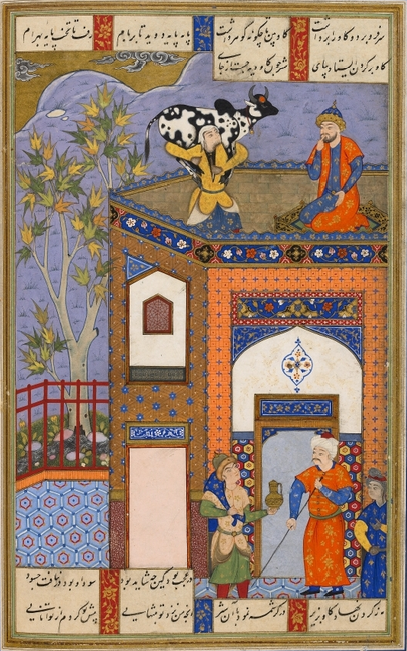
Бахрам и Фитне, поднимающая бычка. Миниатюра 1570 года. Бодлианская библиотека, Оксфорд

Согласно Франсуа де Блуа, смысл произведения явно в том, что попытка Бахрама найти счастье, живя в соответствии со звёздами, является неудачной. Семь куполов построены в полном соответствии со свойствами звёзд, но они очень близки к тому, чтобы стать причиной его гибели. В конце концов, как пишет де Блуа, только отказ от удовольствий семи куполов и прислушивание к жалобам семи жертв тирании придают Бахраму статус истинного героя. И что важно, антифаталистическое сообщение было подчёркнуто в истории второй принцессы, в котором рассказывается о царе, который из-за предсказанного несчастья от собственной жены отрёкся от брака, но затем, подчинившись бескорыстной любви к девушке-рабыне, бросает вызов астрологам и берёт судьбу в свои руки.
Энциклопедия ислама отмечает, что фантасмагорическое изменение героя поэмы, Бахрама, во время его посещений каждой принцессы охватывает символический путь между чёрным, или тайным, величием Божественного и белым, или чистым и единым. Дворцы в поэме покрыты куполами, что олицетворяло строение Вселенной, и ввиду этого Низами в своей поэме показывал гармонию Вселенной.
Хотя в повествовании (в частности, в истории седьмой принцессы) есть мистические (суфийские) черты, рассматривать это произведение как суфийскую аллегорию также ошибочно. Де Блуа отмечает, что это произведение искусства, которое очень прочно укоренились в этом мире, и его этическое содержание носит принципиально мирской, а не религиозный характер.
Советский востоковед Евгений Бертельс отмечает, что, хотя поэма «Семь красавиц» внешне производит впечатление «самой лёгкой и беззаботной из поэм Низами, где изящные всесторонне разрабатывающие тему любви новеллы как будто написаны только для развлечения и забавы читателя, на самом деле Низами заключил огромное философское содержание в такую оболочку, которая могла облегчить ему доступ в круги, не слишком склонные к поучительным трактатам».
Азербайджанский учёный Гейдар Гусейнов подчёркивает, что словами «Нет такого муравья в гробнице, на котором не было бы клейма от руки насилия» Низами описывает в поэме гнёт и несправедливость той эпохи.

## Первые упоминания о поэме

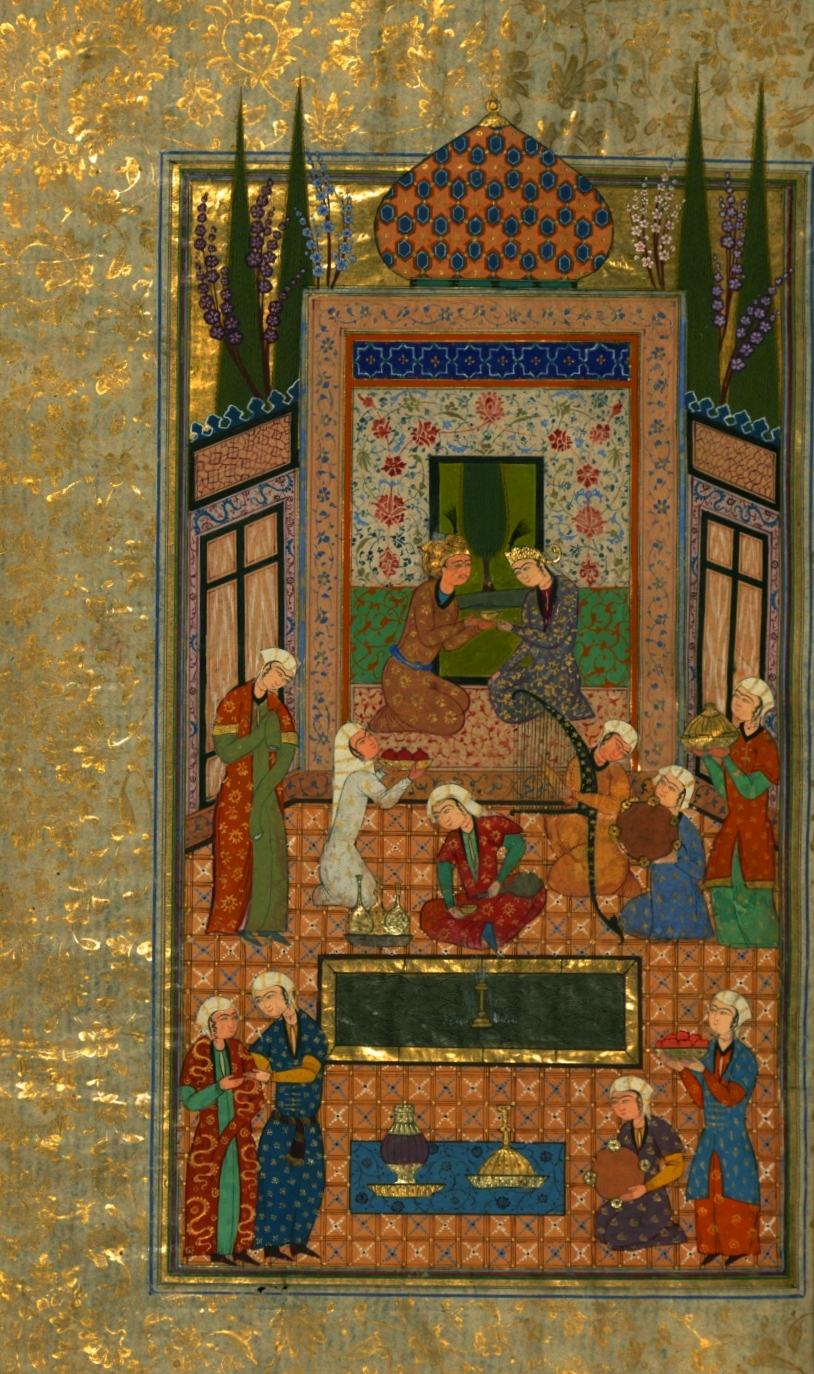
Бахрам Гур во дворце цвета сандалового дерева. 1528/29. Ядкар аль-Катиб. Художественный музей Уолтерса, Мон Вернон, Балтимор

Арабский географ-космограф XIII века Закария Казвини в своей «Космографии» («Аджаиб аль-махлукат»; первая редакция 1263 года, вторая — 1275 года) привёл сообщение о литературной деятельности «мудрого поэта Абу-Мухаммеда Низами» и отметил «несравненные поэмы (дастан) счётом четыре» («Искендер-намэ» не упомянута), включая и «Семь красавиц». Старейшей рукописью «Хамсе», содержащей и поэму «Семь красавиц», считается рукопись 1400 года. Рукописи творений Низами, начиная со старейшей (1400), описаны у швейцарского востоковеда Чарльза Рьё в «Catalogue of the persian manuscripts in the British museum», том II, опубликованный в 1881 году в Лондоне (интересно, что насчёт мецената для поэмы Рьё высказал подозрение, не был ли это атабек мосульский).
В конце XVII века французский востоковед Бартелеми де Моленвиль д'Эрбело составил свою восточную энциклопедию «Bibliothèque Orientale» (напечатана в 1697 году), где в статье «Nazami» к творчеству поэта были отнесены три поэмы, в том числе и «Семь красавиц» («Хефт пейкяр»). Предложенный у д’Эрбело список произведений поэта прямо из энциклопедии сборно переписал Уильям Джонс в библиографическом приложении своей «A grammar of the persian language» (Лондон, 1775). Долго живший в Османской империи барон Самуэль Руссо в своих «The flowers of persian literature» (Лондон, 1801) писал, что доклад о пяти поэмах «The five poems of Nezzaumee» читал в калькуттском Азиатском обществе сэр Джон Шор в мае 1794 года.

## Переводы и издания
В 1832 году в Казани был опубликован стихотворный немецкий перевод отрывка из поэмы «Бехрам-Гур и русская царевна», выполненный востоковедом Францем Эрдманом, (2-е издание 1844 года там же). В 1846 году в Лондоне увидела свет посмертная книга долго жившего в Индии и в Иране сэра Гора Оусли «Biographical Notices of Persian Poets». Здесь была изложена, иногда в буквальном переводе, начальная часть поэмы — воспитание Бахрама Гура у соседнего арабского царя Номана, передан по-английски рассказ-сказка китайской царевны о судьбе двух неодинаковых спутников, называвшихся Хейр (Добро) и Шерр (Зло), повесть о царе и визире вместе с рассказами жертв визирского тиранства (это заключительная часть поэмы «Семь красавиц»). Немецкий филолог Пол Хорн в своей книге «История персидской литературы» («Geschichte der persischen Litteratur», Лейпциг, 1901) привёл довольно выразительное сообщение о содержании поэмы.

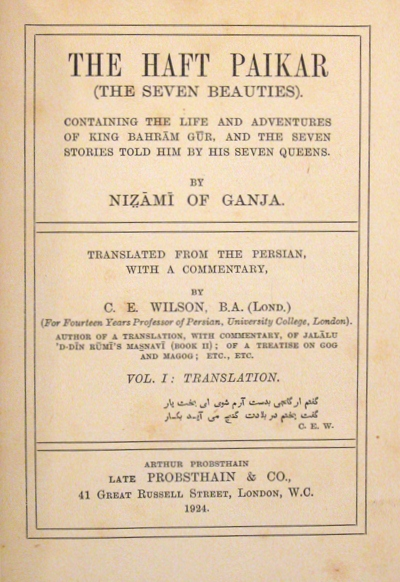
Титульный лист первого тома поэмы 1924 года издания (Лондон, перевод на английский Ч. Э. Уилсона)

Критическое издание поэмы было осуществлено Хельмутом Риттером и Яном Рыпкой в 1934 году (Прага, напечатано в Стамбуле в 1934) на основании пятнадцати рукописей с текстами поэмы и литографии 1848 года из Бомбея. Это одно из немногих изданий классического персидского текста, в котором применена строгая текстуально-критическая методология: издатели разделили основные рукописи на две группы — «а» и «б». Только те стихи, которые находились в текстах рукописей обеих групп, считались подлинными. В группу «б» были отобраны те рукописи, которые считались основой для издания, при том, что фрагменты из группы «а» были опубликованы в квадратных скобках. Стихи, характерные для группы «а», были напечатаны в критическом блоке.
В 1936 году в Тегеране вышло в свет некритическое издание иранского учёного Вахида Дастгирди, которое впоследствии перепечатывалось. В распоряжении Дастгирди имелось тридцать старых рукописей, датированных от «немного позднее 700 до 1000 г. х.» Поэма была переиздана азербайджанским учёным Т. А. Магеррамовым (Москва, 1987). Это издание цитирует варианты из четырнадцати рукописей, издания Риттера-Рыпки и некритического издании Вахида Дастгерди, но Магеррамов не пытался разделить рукописи на главы, и в этой связи его версия отличается от пражского издания. Существует также издание Барата Занджани (Тегеран, 1994). Последующие издания ссылались на пражское издание.
Шах открыл и стал на месте — сильно изумлён;

Будто бы сокровищницу там увидел он,

Дивной живописью взоры привлекал покой.

Сам Симнар его украсил вещею рукой.

Как живые, семь красавиц смотрят со стены.

Как зовут, под каждой надпись, из какой страны.
Существует три классических полных перевода поэмы «Семь красавиц» на западноевропейские языки. Впервые поэма была переведена на очень грубый английский Чарльзом Эдуардом Уилсоном и издана в Лондоне в 1924 году (под понятием «грубый» здесь имеется в виду грубо-подстрочный перевод, без соблюдения метрики и мелодики оригинала). Этот перевод был выполнен белым стихом, был издан в двух томах и с некоторыми исключениями правильно отражал оригинал. Первый том содержал перевод, а второй — комментарии к тексту. Этот перевод впоследствии несколько раз переиздавался. Стоит отметить, что переводчик был вынужден изложить довольно большое количество стихов на латыни. На английский язык поэму перевела также профессор Оксфордского университета Джули Скотт Мейсами, перевод был опубликован в Великобритании и США в 1967 году и повторно в 1995 году. Этот перевод был выполнен свободным стихом (частично рифмованным, частично без рифмы) и также основывался на издании Риттера-Рыпки. Перевод поэмы на английский язык, выполненный Элси Маттином и Джорджем Хиллом, был издан в 1976 году.
В 1967 году поэма была переведена на итальянский язык Алессандро Баузани. Этот перевод в прозе с пропусками стихов в скобках основывался на издании Риттера-Рыпки. Из различных частичных переводов можно упомянуть один перевод Рудольфа Гельпке в очень элегантной немецкой прозе. Этот перевод был издан в 1959 году в Цюрихе.
В 1922 году в Москве был опубликован русский стихотворный перевод отрывка поэмы «Низами — Семи красавиц. Рассказ индийской царевны», выполненный председателем Общества любителей российской словесности Алексеем Грузинским ещё перед Первой мировой войной для издательства Сабашниковых. Отрывок из поэмы в прозаическом переводе на русский язык, который был издан в 1923 году в журнале «Восток», выполнил Евгений Бертельс. Полностью на русский язык поэму переводили Рюрик Ивнев (в стихотворной форме, издано в 1947 году Азербайджанским государственным издательством и в 1959 году издательством Академии наук Азербайджанской ССР в Баку), Рустам Алиев (в прозе, издано в 1983 году в Баку) и Владимир Державин (в стихотворной форме, издано в 1959 году в Москве, впоследствии переиздавалась).
Поэтический перевод поэмы на азербайджанский язык выполнил поэт Мамед Рагим. Поэма в переводе Мамеда Рагима издавалась в Баку также в 1983 и 2004 годах.

## В искусстве

### В средневековой миниатюрной живописи
Миниатюры, изображающие различные сцены из поэмы «Семь красавиц», к рукописям произведения на протяжении веков создавали персидские и могольские художники-миниатюристы из разных городов, таких как Тебриз, Шираз, Герат, Исфахан, Йезд, Бухара. Для воспроизведения в рукописях наиболее часто отбирались сюжеты, связанные с историей Бахрама, такие как «Бахрам на львиной охоте», «Бахрам и дракон», «Бахрам и арфнетка на охоте», «Сражение Бахрама со львами, стерегущими корону». Выбор этих сюжетов был в какой-то мере обусловлен традицией изображения именно этих подвигов Бахрама, которая уже сложилась к тому времени, когда Низами заканчивал свою поэму, — к 1197 году. Следует отметить, что миниатюры на эти сюжеты чаще всего изображались и к рукописям поэмы «Шахнаме» Фирдоуси.
Долгое время традиционным оставалось изображение Бахрама с драконом. Этот сюжет встречается в миниатюре, выполненной Бехзадом в конце XV века (хранится в Британской библиотеке в Лондоне), в йездской иллюстрации 1444—1445 гг. (хранится в библиотеке Джона Райленда в Манчестере), в иллюстрации Мухаммада Замана, созданной им в 1675 году (Британская библиотека). Стоит отметить, что иллюстрация, выполненная Заманом, находившимся под влиянием европейских станковых картин, сильно отличается от традиционного изображения этой сцены (дракон изображён у ног всадника, что является непривычным для сюжета в персидской живописи). В композиции же Бехзада изображения персонажей по сравнению с пейзажем уменьшены, тесноты в расположении элементов нет, сама же миниатюра вытянута вверх, благодаря чему создаётся впечатление свободного пространства. Дракон и онагр даны фрагментарно, Бахрам же нарисован полностью. В этой миниатюре выражено новое мировосприятие Бехзада, оформившего принцип, по которому окружающее пространство стало создаваться относительно фигуры человека. Благодаря этому образ Бахрама стал менее обобщённым и более многогранным.

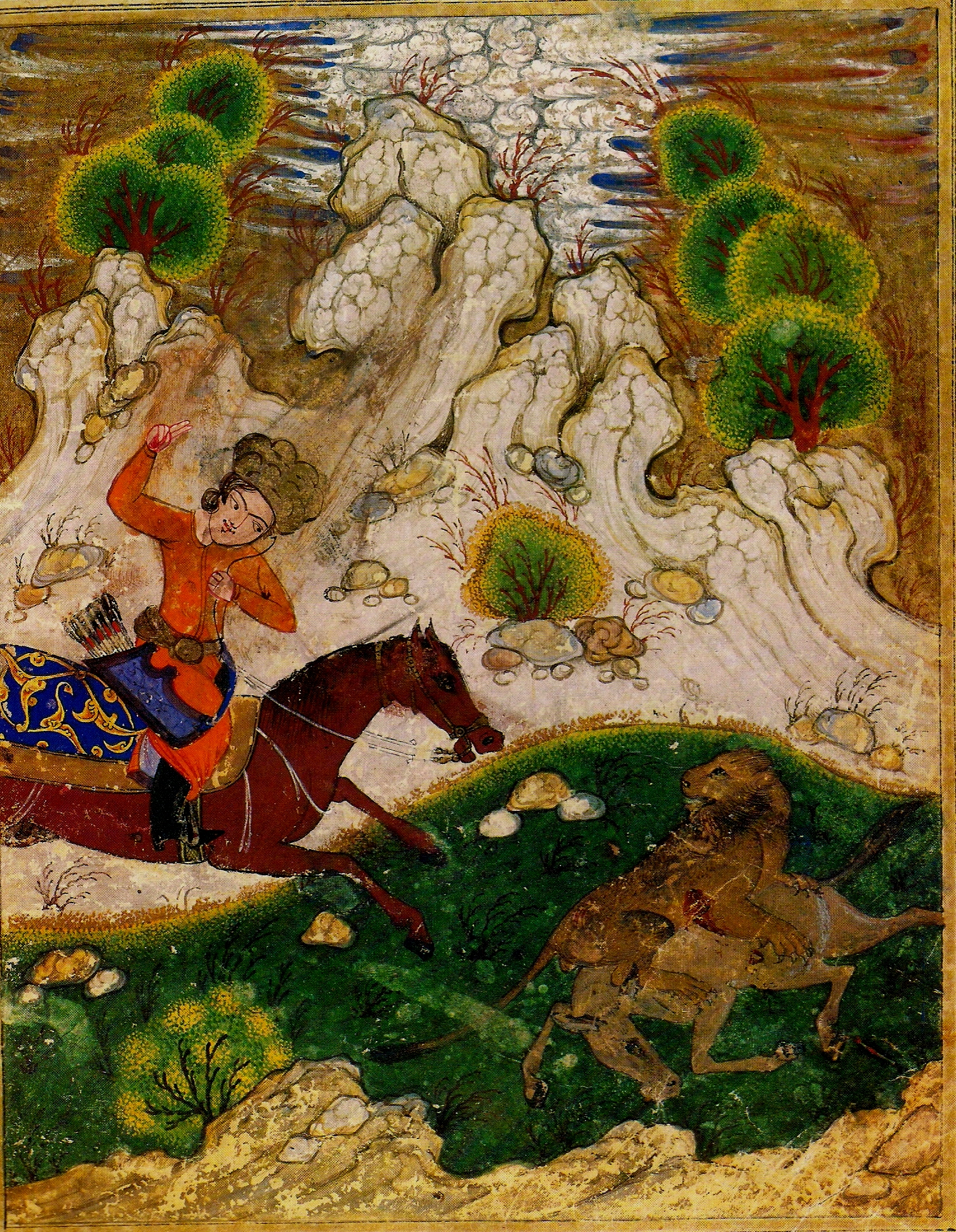
Бахрам на охоте. Исфаханская миниатюра 1636 года. Институт рукописей, Баку

В миниатюрах к «Семи красавицам» самыми популярными сценами являются сцены охоты Бахрама. Следует отметить, что традиционное изображение Бахрама на охоте использовалось не только в миниатюрах, но и при иллюстрировании сочинений других литературных жанров, например, исторических. К примеру, хранящаяся в Метрополитен-музее в Нью-Йорке миниатюра из «Семи красавиц» была привлечена для иллюстрации рассказа о Бахраме в исторической хронике Табари.
Однако только в рукописях поэмы «Семь красавиц» встречаются иллюстрации сюжета «Фитне, поднимающая бычка». Данный момент из рассказа о царе и его любимой певице наиболее часто выбирался для иллюстрирования, в отличие от другого — «Бахрам отдаёт Фитне военачальнику», встречающегося только в тебризской миниатюре Султана Мухаммеда (1527, Библиотека Топкапы, Стамбул) и в исфаханской миниатюре 1502 года (Российская национальная библиотека, Санкт-Петербург). Изображение Фитне с бычком стало своеобразным символом поэмы. Традиционное изображение этой сцены выражало суть всего произведения. В первой половине XV века в южных школах было создано несколько вариантов иллюстраций «Фитне, поднимающая бычка». В миниатюре Йезда 1442 года (коллекция Кейра) показано восхождение Фитне, которая держит свою ношу на руках, а не на плечах. В исфаханской же иллюстрации 1435 года (библиотека Честера Битти, Дублин) и ширазской середины XV века (Государственная библиотека, Берлин) Фитне и Бахрам не разделены шестьюдесятью легендарными ступенями.
Одной из излюбленных тем миниатюристов в поэме была битва Бахрама за царский венец. В этих иллюстрациях была показана битва Бахрама со львами. В «Хамсе» 1481 года (Российская национальная библиотека) этот сюжет выполнен традиционно, за исключением одной детали — на заднем плане стоит царский престол, ожидающий наследника, львы же нарисованы на цепи, что необычно. В мавераннахрской миниатюре «Хамсе» 1671 года (библиотека Честера Битти) изображён Бахрам, вставший на трупы убитых им зверей и демонстрирующий войску отвоёванный им венец.
В иллюстрировании повествований о развлечениях Бахрама в семи дворцах художников больше всего привлекали картины увеселений. Сказки же, которые рассказывали принцессы, воспроизводились редко. Миниатюры к рассказам о посещении Бахрамом семи дворцов отличаются в основном своим колористическим решением. В исфаханской «Антологии» 1435—1436 гг. (библиотека Честера Битти) Бахрам шесть раз представлен на коне у каждого дворца (начальный момент действия). Однако часто в миниатюрах изображался пир Бахрама с принцессой или на лоне природы, или же в павильоне.
Вставные сказки «Семи красавиц» являются фантастичными. Кроме того, эти рассказы построены на фольклорном материале. В отличие от традиционных литературных сюжетов, эти повествования не имели таких устойчивых изображений, однако в их трактовке проявилось много оригинальности и изобретательности. Это прежде всего связано с тем, что литературный материал сам по себе был необычен. В «Хамсе» 1648 года (Российская национальная библиотека) показано приключение Махана (Бирюзовый павильон) в стране гулей, где представлен момент, когда красавица обернулась ифритом. Ужас, охвативший Махана при виде оборотня, кажется особенно сильным в той необычно таинственной атмосфере, в которой изображены сияние звёзд, обвившие деревья у водоёма змеи. Выполненные частью в Йазде в 40-х годах XV века миниатюры «Хамсе» (библиотека Топкапы) являются редким примером того, когда в рукописях даны иллюстрации не только сцен увеселения, но и к сказкам принцесс.
Интересно, что в миниатюрах к рассказу о том, как Бишр пытался спасти Малиха, для большей убедительности до конца XV века изображали колодец в разрезе, а в нём рисовали труп. Однако в середине XV века в Тебризе ради достоверности был представлен лишь Бишр, удивлённо глядящий на поверхность. В иллюстрации к сказке белого павильона «Юноша наблюдает за купальщицами» (рукопись из библиотеки дворца Топкапы) художник фиксировал одновременно две разные сцены: купание девушек и юношу, подглядывающего за девушками. Это дало возможность органически совместить разные события на плоскости листа.
|                                                                                        |                                                                                      |                                                                                  |                                                                      | |
| Бахрам Гур и дракон. 2 половина XVI века. Школа Мавераннахра. Институт рукописей, Баку | Бахрам Гур в зелёном дворце. 1481 год. Тебризская школа. Библиотека Топкапы, Стамбул | Бахрам Гур на охоте. Ок. 1610. Могольская школа, Индия. Британский музей, Лондон | Бахрам Гур в жёлтом дворце. XVI век. Библиотека Конгресса, Вашингтон | Махан и ифрит на ложе (сказка туркестанской принцессы). Миниатюра 1648 года из Бухары. Российская национальная библиотека, Санкт-Петербург |

### В изобразительном искусстве
Портретами героев поэмы украшены стены центрального зала второго этажа дома Шекихановых XVIII века в городе Шеки.
Барельеф, изображающий главного героя поэмы — Бахрама, убивающего дракона, исполнен скульптором А. Хрюновым по эскизам художника Газанфара Халыкова на постаменте памятника Низами Гянджеви в Баку, установленного в 1949 году.
В 1959 году в Баку была установлена бронзовая скульптура-фонтан «Бахрам Гур», изображающая героя поэмы Бахрам-Гура, убивающего мечом змееобразного дракона, обвившегося у его ног. Авторы — Аслан Рустамов, Альберт Мустафаев и Горхмаз Суджаддинов. Следует отметить, что данная скульптура является первым в Азербайджане скульптурным памятником литературному герою одной из поэм Низами Гянджеви.
В 1979 году по рисункам азербайджанского художника Микаила Абдуллаева в подземном зале станции «Низами Гянджеви» Бакинского метрополитена было выполнено восемнадцать мозаичных композиций на темы поэм Низами Гянджеви. Три мозаичных панно изображают героев поэмы «Семь красавиц». Это — «Бахрам и дракон», изображающее Бахрама, убивающего дракона, «Подвиг Бахрама», изображающее Бахрама, одолевшего двух львов и взявшего корону, и «Фитне», на котором изображена Фитне, поднимающая бычка.
В родном городе Низами, в Гяндже, у мавзолея поэта азербайджанским скульптором Горхмазом Суджаддиновым воздвигнут 22-метровый многофигурный комплекс — монумент поэта, выполненный из полированного бордового гранита, окружённый отлитыми в бронзе фигурами героев произведений его «Хамсе». Одна из фигур изображает героиню поэмы «Семь красавиц», Фитне, поднимающую бычка.
20 июля 2012 года в Баку была размещена скульптурная композиция Наиля Алекперова «Семь красавиц», представляющая собой размещённые друг на друге стаканы «армуды», являющиеся национальным азербайджанским стаканом для чая. Эти грушеподобные стаканы, ассоциирующиеся с линиями и формами обнажённого женского тела, символизируют семь красавиц из одноимённого произведения Низами Гянджеви.
| | | | |
| Барельеф с изображением Бахрама, убивающего дракона, на памятнике Низами в Баку. Выполнено А. Хрюновым по эскизам Газанфара Халыкова, 1949 | Фонтан «Бахрам Гур» в Баку. Скульпторы — Аслан Рустамов, Альберт Мустафаев и Горхмаз Суджаддинов, 1959 | Барельеф «Семь красавиц», изображающий охотящегося на гура Бахрама и семь принцесс в подземном переходе на улице Низами в Баку | «Бахрам и дракон». Мозаичный рисунок на станции метро «Низами Гянджеви» в Баку. Художник Микаил Абдуллаев, 1979 |

### В музыке
В начале 1940-х годов азербайджанский композитор Узеир Гаджибеков задумал написание семи романсов на стихи Низами Гянджеви соответственно образам семи героинь из поэмы «Семь красавиц». Композитор предполагал в каждой вокальной миниатюре раскрыть определённый музыкальный портрет, описать психологическое состояние, его характер, чувства, внутренний мир и духовную красоту. Однако Гаджибеков написал всего лишь два романса — «Сенсиз» («Без тебя», 1941) и «Севгили джанан» («Возлюбленная», 1943).

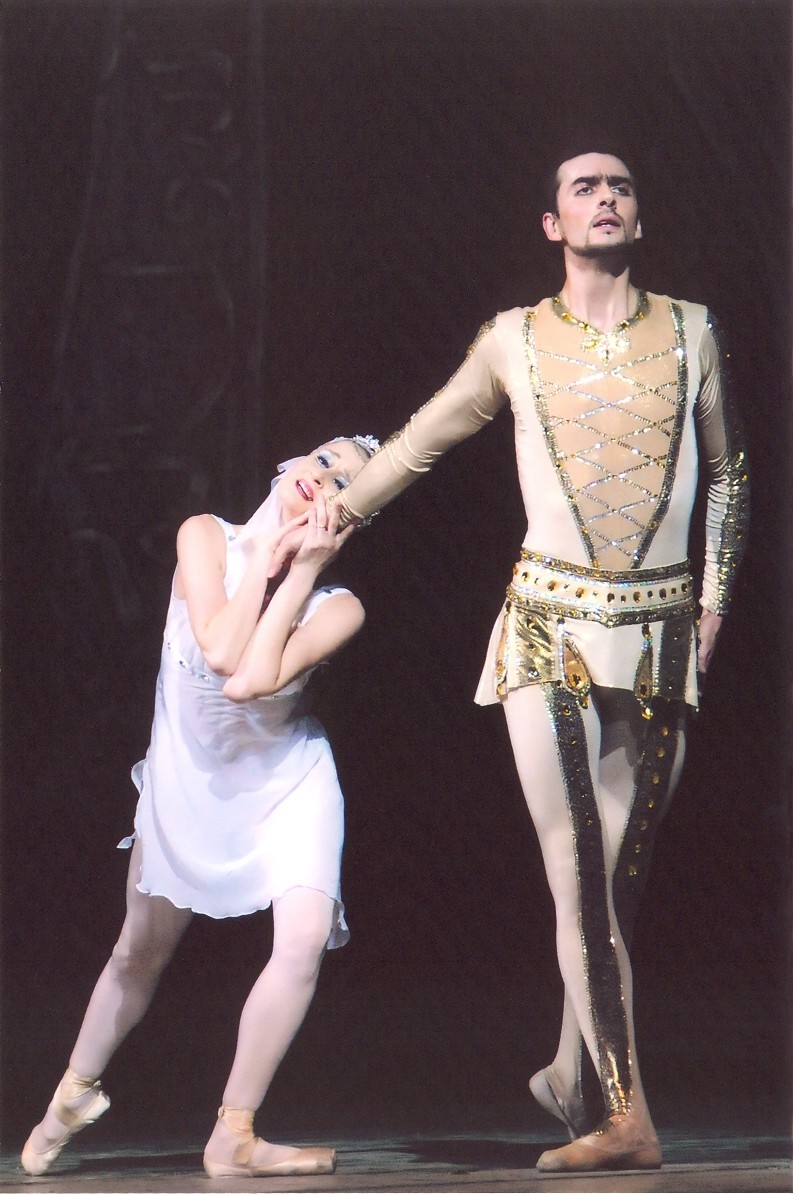
Сцена из постановки балета «Семь красавиц» Кара Караева (1952). В роли Бахрама — Гюльагаси Мирзоев, 2010 год (Фото И. Джафарова)

В 1949 году азербайджанский композитор Кара Караев пишет сюиту «Семь красавиц», а в 1952 году по мотивам поэмы — одноимённый балет (авторы либретто — Исмаил Идаятзаде, Юрий Слонимский и Сабит Рахман). Этот балет был впервые поставлен на сцене Азербайджанского театра оперы и балета в Баку 7 ноября 1952 года. Во второй редакции балет был поставлен там же в 1959 году. В советские годы балет «Семь красавиц» был поставлен также на сценах театров Москвы, Ленинграда, Новосибирска, Львова, Ташкента, Праги, Брно и т. д. Однако в начале 1990-х спектакль исчез из репертуара. Декорации, созданные в советское время, пришли в негодность, да и либретто требовало переработки. Балет поставили снова в Баку в декабре 2008 года (автором нового либретто стала Яна Темиз). 21 февраля 2011 года обновлённый балет «Семь красавиц» впервые был поставлен на сцене Большого театра в Москве. Как отмечает музыковед Эльмира Абасова, в балете «Семь красавиц» воссоздаются гуманистические образы поэмы Низами, а для музыки произведения «характерно свободное творческое переинтонирование народного мелоса».

### В театре
7 декабря 2012 года в Баку на сцене Азербайджанского государственного русского драматического театра им. Самеда Вургуна состоялась премьера спектакля литовского режиссёра Йонаса Вайткуса «Семь красавиц» по одноимённой поэме Низами Гянджеви, посвящённая 870-летию поэта. Роль Низами в спектакле сыграл заслуженный артист Азербайджана Фуад Османов, семь красавиц — заслуженная артистка Наина Ибрагимова, а также другие актрисы театра. Роль Бахрам-шаха воплотил Мурад Мамедов. Также в спектакле сыграли такие артисты, как Гаджи Мурад Ягизаров, Юрий Балиев, Олег Амирбеков и др. В спектакле были использованы отрывки из балета Кара Караева «Семь красавиц». В сентябре 2013 года показ спектакля состоялся на сцене Малого театра Москвы.

### В кинематографе
В 1970 году на киностудии «Азербайджанфильм» был снят мультипликационный фильм «Фитне», в основу сюжета которого лёг рассказ о Бахраме и Фитне из поэмы.
В 1975 году творческим объединением «Экран» был снят фильм-балет «В мире легенд», в котором была показана сцена и вальс из балета Кара Караева «Семь красавиц», поставленного по мотивам поэмы. Постановку осуществил заслуженный деятель искусств РСФСР Пётр Гусев, роль Бахрам-шаха исполнял заслуженный артист Азербайджанской ССР Владимир Плетнёв, роль Прекраснейшей — заслуженная артистка Азербайджанской ССР Чимназ Бабаева. Остальные роли исполняли артисты Азербайджанского театра оперы и балета.
В 1982 году на экраны вышел фильм-балет «Семь красавиц», полностью снятый по одноимённому балету Кара Караева по мотивам поэмы Низами. Фильм был снят по заказу Государственного комитета СССР по телевидению и радиовещанию на киностудии «Азербайджанфильм» режиссёром Феликсом Слидовкером. Либретто и хореография — Рафиги Ахундовой и Максуда Мамедова, авторами сценария были Максуд и Рустам Ибрагимбековы, над костюмами работал Тогрул Нариманбеков. Роль Бахрама исполнял Вадим Гуляев, роль Айши — Наталья Большакова, роль Визиря — Гали Абайдулов. Также в фильме снимались артисты Азербайджанского театра оперы и балета.